# CMA CGM Christophe Colomb
Pour les articles homonymes, voir Christophe Colomb (homonymie).
Le CMA CGM Christophe Colomb est un navire porte-conteneurs de la compagnie française CMA CGM.

## Caractéristiques

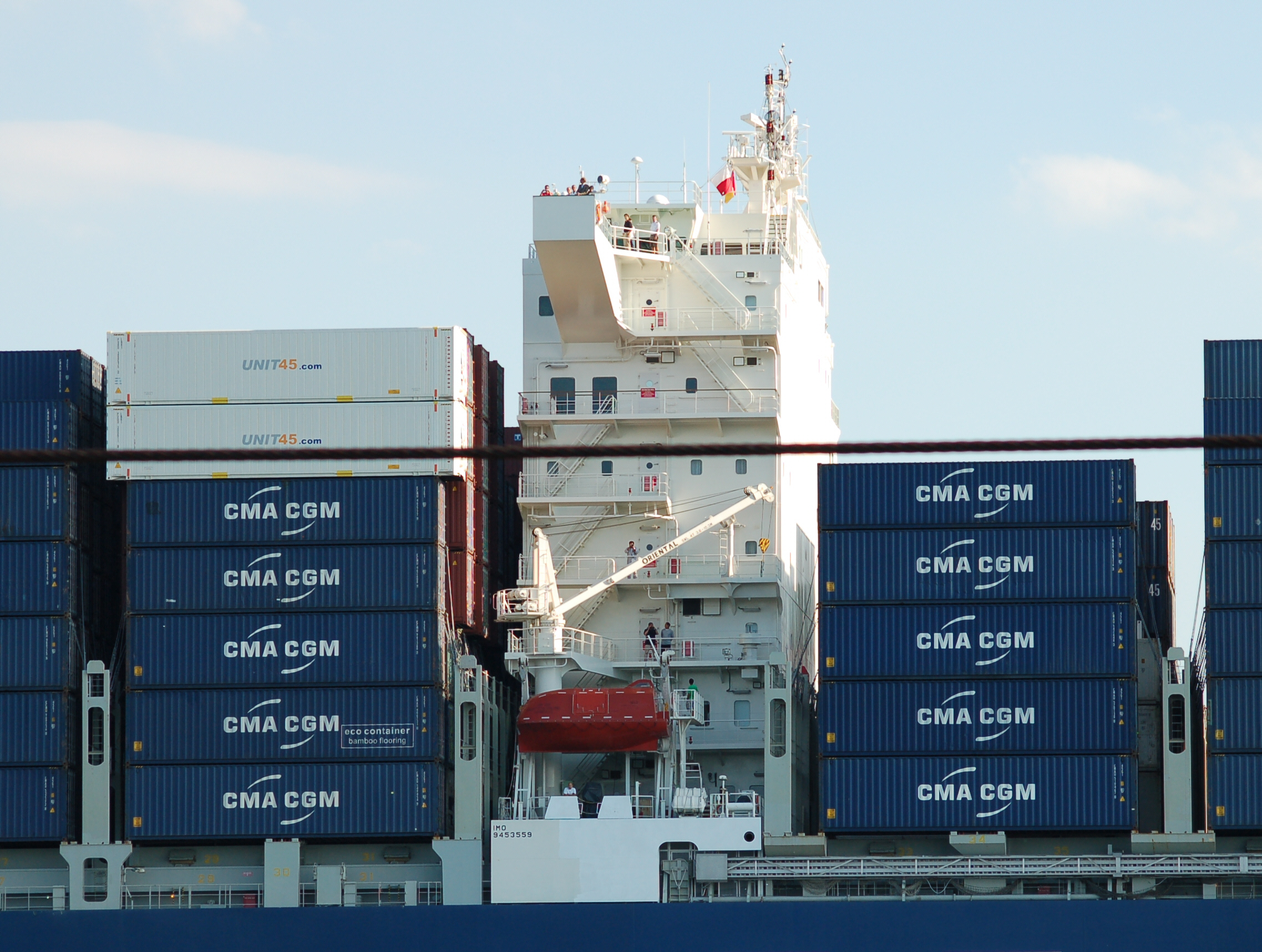
Contrairement à d'autres classes de porte-conteneurs, le château est aux deux tiers de la coque.

Premier porte-conteneurs de sa classe qui doit compter 8 unités et ayant une capacité de 13 344 EVP (équivalent vingt pieds, taille standard du conteneur) conteneurs dont 800 réfrigérés, le CMA CGM Christophe Colomb était l'un des plus gros porte-conteneurs sous pavillon français. Il passe sous pavillon Maltais en 2021.
Les réservoirs de fioul sont situés sous le château et protégés par la double coque du navire. Il a obtenu le label écologique Green ship.

## Historique
Baptisé le 12 juillet 2010 au port du Havre, le CMA CGM Christophe Colomb, navire amiral de la CGM à sa mise en service, est parrainé par Christine Lagarde, alors ministre française de l'Économie.
Affecté d'abord au service FAL1, qui relie l'Europe et l'Asie, il rejoint le service FAL5 début août 2010, l'une des dix lignes French Asia Line. Il fait escale dans les ports suivants : Ningbo (Chine) - Shanghai (Chine) - Yantian (Chine) - Tanjung Pelepas (Malaisie)
- Port Kelang (Malaisie) - Le Havre (France) - Hambourg (Allemagne) - Rotterdam (Pays-
Bas) - Zeebruges (Belgique).
Le 15 avril 2011, un accident à bord fait 2 morts et un blessé parmi l'équipage lors d'un exercice de mise à l'eau d'une embarcation de sauvetage dans le port de Yantian.